# Gnaphosa badia
Gnaphosa badia es una especie de araña araneomorfa del género Gnaphosa, familia Gnaphosidae. Fue descrita científicamente por L. Koch en 1866.
Habita desde Europa hasta Azerbaiyán.